# Langlade (Gard)
Langlade (okzitanisch L’Anglada) ist eine französische Gemeinde mit 2297 Einwohnern (Stand 1. Januar 2022) im Département Gard in der Region Okzitanien.

## Geografie
Langlade liegt zehn Kilometer südwestlich der Stadt Nîmes und zählt zur Landschaft Vaunage. Es befindet sich in der Übergangszone der historischen Regionen Provence und Languedoc. Das Gemeindegebiet wird vom Rhôny und vom Ruisseau de Lagau durchflossen. Die Nachbargemeinden von Langlade sind Clarensac und Caveirac im Norden, Milhaud im Osten, Bernis im Südosten, Nages-et-Solorgues im Südwesten und Saint-Dionisy im Westen. Das Siedlungsgebiet geht in jenes von Nages-et-Solorgues über.
Der Boden in Langlade besteht aus Kalkstein und ist reich an Tonmineralen. Dies begünstigt den Weinbau, der einen wichtigen Wirtschaftszweig darstellt. Zur starken Verbreitung dieser Tradition tragen auch das Mittelmeerklima, günstige Windbedingungen sowie die Ausprägung des umliegenden Geländes als Hügelland bei.

## Kultur und Geschichte

### Geschichte
Aus dem Beginn des ersten Jahrtausends, als die Region von den Römern besetzt war, ist die Existenz einer Villa am Rhôny belegt. Eine Römerstraße im Süden der Vaunage veranlasste die damaligen Siedler, von den Hügeln hinunter ins Tal zu ziehen. Dies führte einerseits dazu, dass das Tal zum Getreideanbau genutzt wurde und von dort aus eine bessere Anbindung an Nîmes bestand. Andererseits wurden die Hügel im Mittelalter weiterhin zur Schafzucht verwendet. Der Ort entwickelte sich um die Kirche Saint-Julien, deren Existenz seit 1149 belegt ist. Neben ihr bildeten das zugehörige Pfarrhaus, ein Friedhof und ein Krankenhaus den Ortskern. Umgeben war der Ort in der Form eines langgezogenen Rechtecks von Mauern zum Schutz der Bevölkerung. Diese sorgten dafür, dass sich die Größe des Ortes zunächst nicht wesentlich änderte. Im Verlauf der Hugenottenkriege wurde die Ortskirche beschädigt. Etwa zur selben Zeit entstand ein protestantischer Friedhof außerhalb der Mauern und eine kleine Kirche im Weiler Saint-Estève nahe der Grenze zu Clarensac. Letztere wurde vermutlich durch die Französische Revolution zerstört. Trotz der weitgehenden Vertreibung der Protestanten aus Frankreich blieben die Bewohner von Langlade der Konfession, der sie sich um 1530 angeschlossen hatten, fast vollständig treu, sodass die lokale Kirche sich durch ein Gesetz von 1802 der Reformierten Kirche anschloss. In früheren Zeiten mussten sie Schutzgeld bezahlen, um nicht vertrieben oder ermordet zu werden.

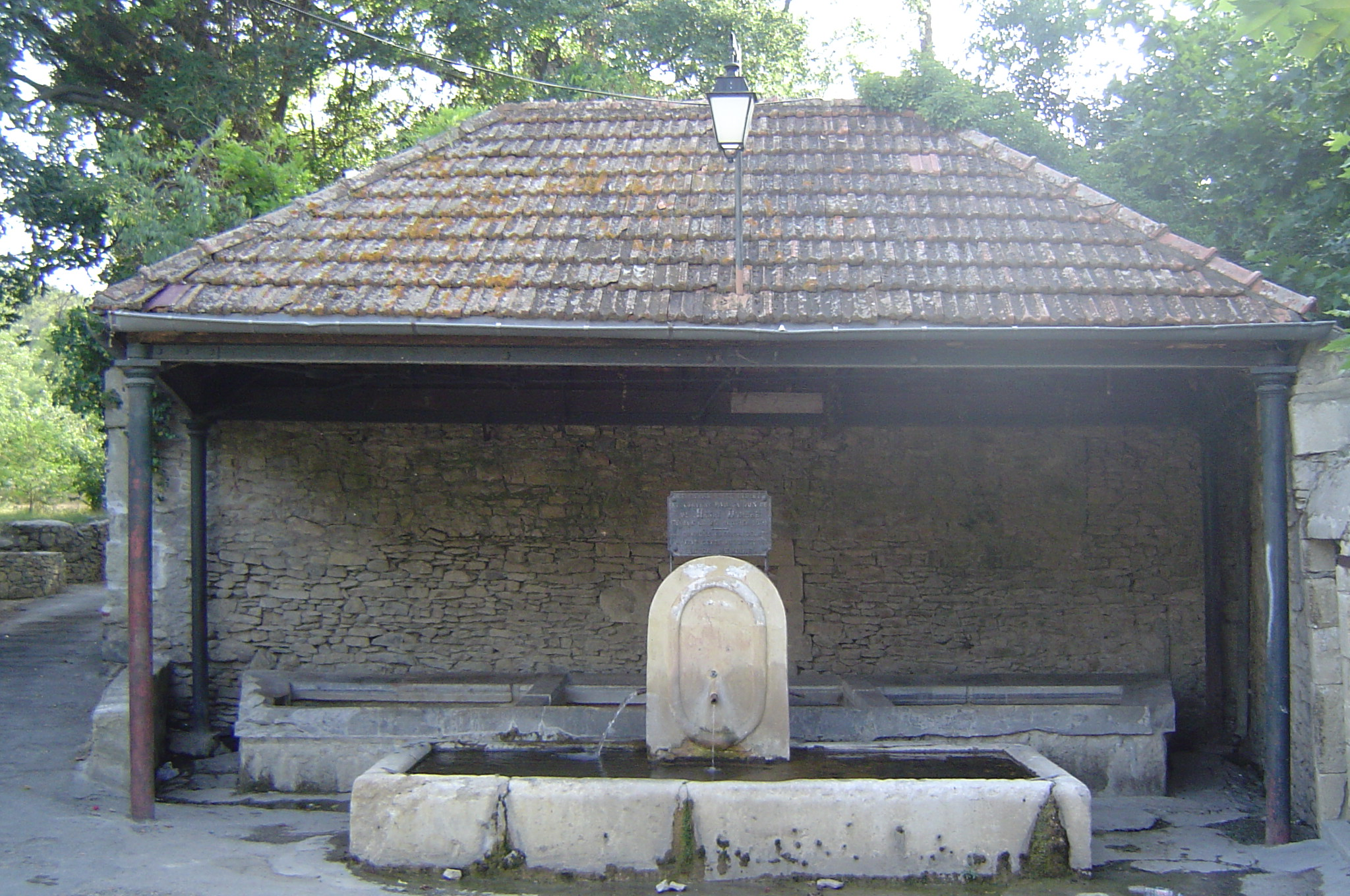
Lavoir in Langlade

Bei Langlade wurde im 17. Jahrhundert ein Relais der Post gebaut. Im 19. Jahrhundert war Langlade zwar von der Aufgabe der Römerstraße 1813 betroffen, die eine Schließung des Postrelais zur Folge hatte, profitierte aber davon, dass eine in Ortsnähe verlaufende Straße zur Hauptverbindung zwischen Nîmes und Sommières wurde. In den 1870er-Jahren erlebte der Weinbau, der siebzig Prozent der Anbauflächen ausmachte, bedingt durch die Reblaus eine schwere Krise. Der Anschluss an die Eisenbahn gelang 1882 mit der Eröffnung der Strecke Nîmes-Le Vigan, an der Langlade eine eigene Station erhielt. 1896 wurde eine Zweigstelle der Post und 1970 eine neue Schule eröffnet. Seit 1935 besteht durch die Zusammenlegung des katholischen und des protestantischen Friedhofs nur noch ein Gräberfeld in Langlade. Es liegt außerhalb des Ortes. Zur Stärkung des lokalen Lebens wurde 1988 eine Mehrzweckhalle gebaut und 2001 die Kirche Saint-Julien nach Renovierungsarbeiten wiedereröffnet. Aufgrund der starken Zuwanderung vor allem in der zweiten Hälfte des 20. Jahrhunderts ist der relative Anteil der protestantischen Bewohner jedoch stark zurückgegangen.

#### Internierungslager Langlade
In Langlade war gegen Ende des ersten Halbjahres 1940 ein Internierungslager eingerichtet worden, in dem vor allem deutsche und auch österreichische Antifaschisten und Kommunisten, viele von ihnen Teilnehmer am Spanischen Bürgerkrieg, interniert wurden. Das Lager wurde unter dem Vichy-Regime bis Dezember 1942 fortgeführt.

#### Namensherkunft
Die erste belegte Erwähnung des Ortes stammt aus dem Jahr 1125, wo er unter dem Namen Anglata erschien. Dieser Name geht auf einen okzatinischen Begriff zurück, der ein rechteckförmiges Gebiet bezeichnet. Damit ist die Form des Ortes in der frühen Phase seines Bestehens gemeint. Mit dem Ende des Mittelalters erschien der Ort unter Langlade und L’Anglade, wobei sich die erstgenannte Form durchsetzen konnte.

#### Bevölkerungsentwicklung
| Jahr      | 1962 | 1968 | 1975 | 1982 | 1990 | 1999 | 2010 | 2017 |
| --------- | ---- | ---- | ---- | ---- | ---- | ---- | ---- | ---- |
| Einwohner | 366  | 381  | 646  | 1193 | 1603 | 1834 | 2083 | 2190 |

### Bauwerke

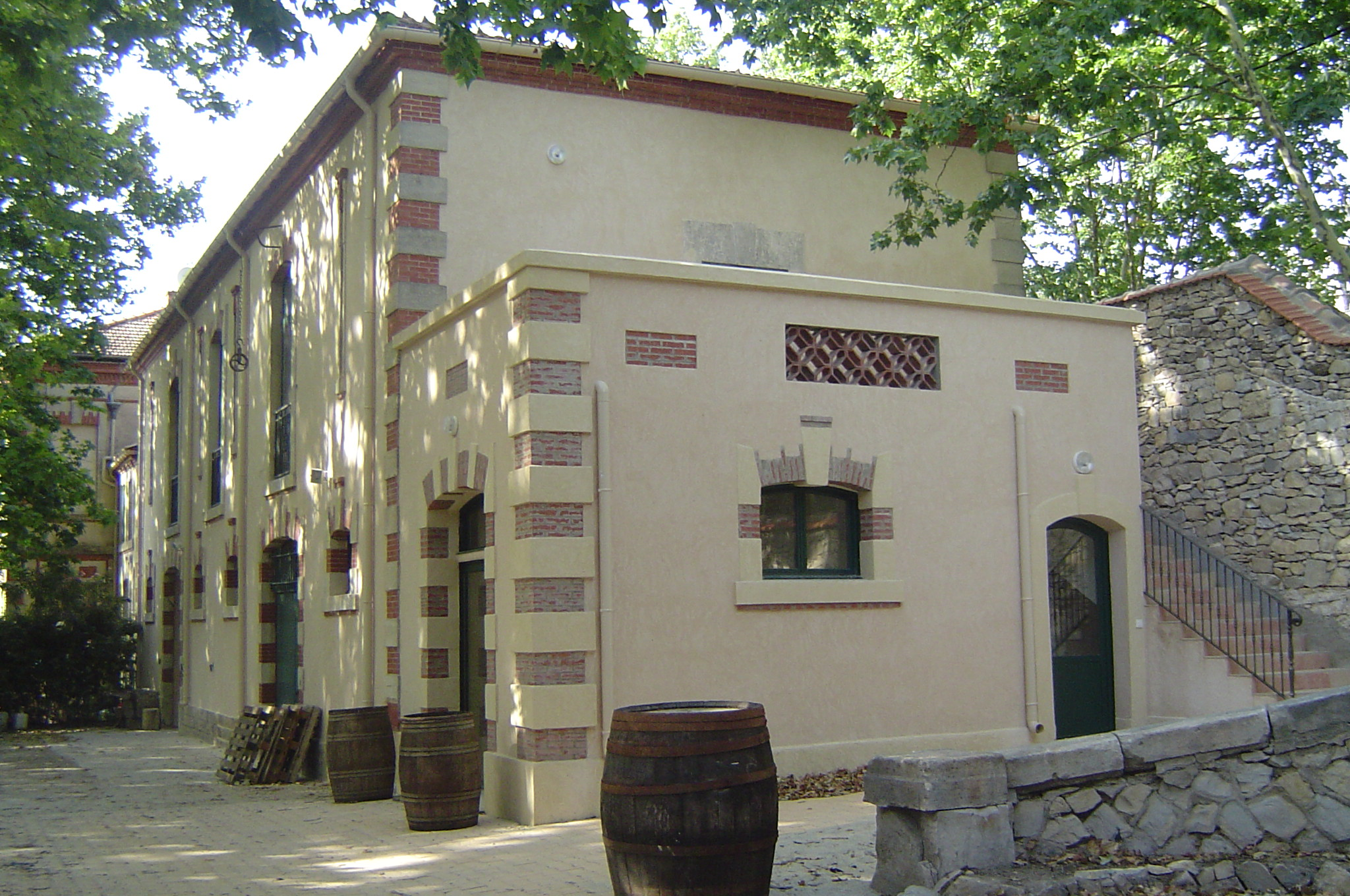
Die Schlosskellerei

Die seit 1802 protestantische Kirche Saint-Julien befindet sich in der Ortsmitte und ist von zahlreichen alten Häusern umgeben. Sie besteht aus Kalkstein und umfasst neben dem Kirchenschiff einen großen Glockenturm. Das Kircheninnere ist als bogenförmiges Gewölbe angelegt. Das 1822 errichtete Lavoir von Langlade wurde zur Wasserversorgung gebaut. Seit 1938 wird diese jedoch über die Gemeinde Bernis sichergestellt, sodass das Lavoir seinen eigentlichen Zweck weitgehend eingebüßt hat. In den Hügeln rund um Langlade existiert eine große Zahl an Capitelles, bei denen es sich um von Bauern und Winzern genutzte Steinhütten handelt. Vor allem durch den Befall der Weinberge durch die Reblaus ging ihre Nutzung zurück und wurde danach nicht wieder aufgenommen.
Ein bekanntes Bauwerk stellt die Mühle von Langlade dar, die 1211 erstmals erwähnt wurde. Sie wird nach dem protestantischen Kriegsherren Jean Cavalier häufig als Moulin de Cavalier (Mühle von Cavalier) bezeichnet. Dieser führte seine Kämpfer bei der Mühle in eine Schlacht gegen eine katholische Einheit. Seit 1992 ist die Mühle im Besitz der Gemeinde, die sie 2004 restaurieren ließ.
Das Schloss von Langlade ist insbesondere für seine Kellerei bekannt. Dort wird hauptsächlich der Wein aus den Anbauflächen der Vaunage verarbeitet. Der Verarbeitungsbetrieb wurde für seine Qualität von der Gesellschaft für Landwirtschaft des Départements Gard ausgezeichnet.
Durch die Anbindung an den Eisenbahnverkehr verfügt Langlade über einen Bahnhof, der im Zuge des Anschlusses an die Bahn 1882 entstand. Weil der Zugverkehr nach und nach eingestellt wurde, zuletzt mit der Schließung der Strecke Nîmes-Ganges im Jahr 1991, verlor auch der Bahnhof seine Funktion. Das Gebäude blieb dennoch erhalten.